# Encarsiella boswelli
Encarsiella boswelli är en stekelart som först beskrevs av Girault 1915.  Encarsiella boswelli ingår i släktet Encarsiella och familjen växtlussteklar. Inga underarter finns listade i Catalogue of Life.